# Saint-Julien-de-Gras-Capou
Saint-Julien-de-Gras-Capou é uma comuna francesa na região administrativa de Occitânia, no departamento de Ariège. Estende-se por uma área de 6,14 km². Em 2010 a comuna tinha 62 habitantes (densidade: 10,1 hab./km²).